# 京都市立紫野小学校

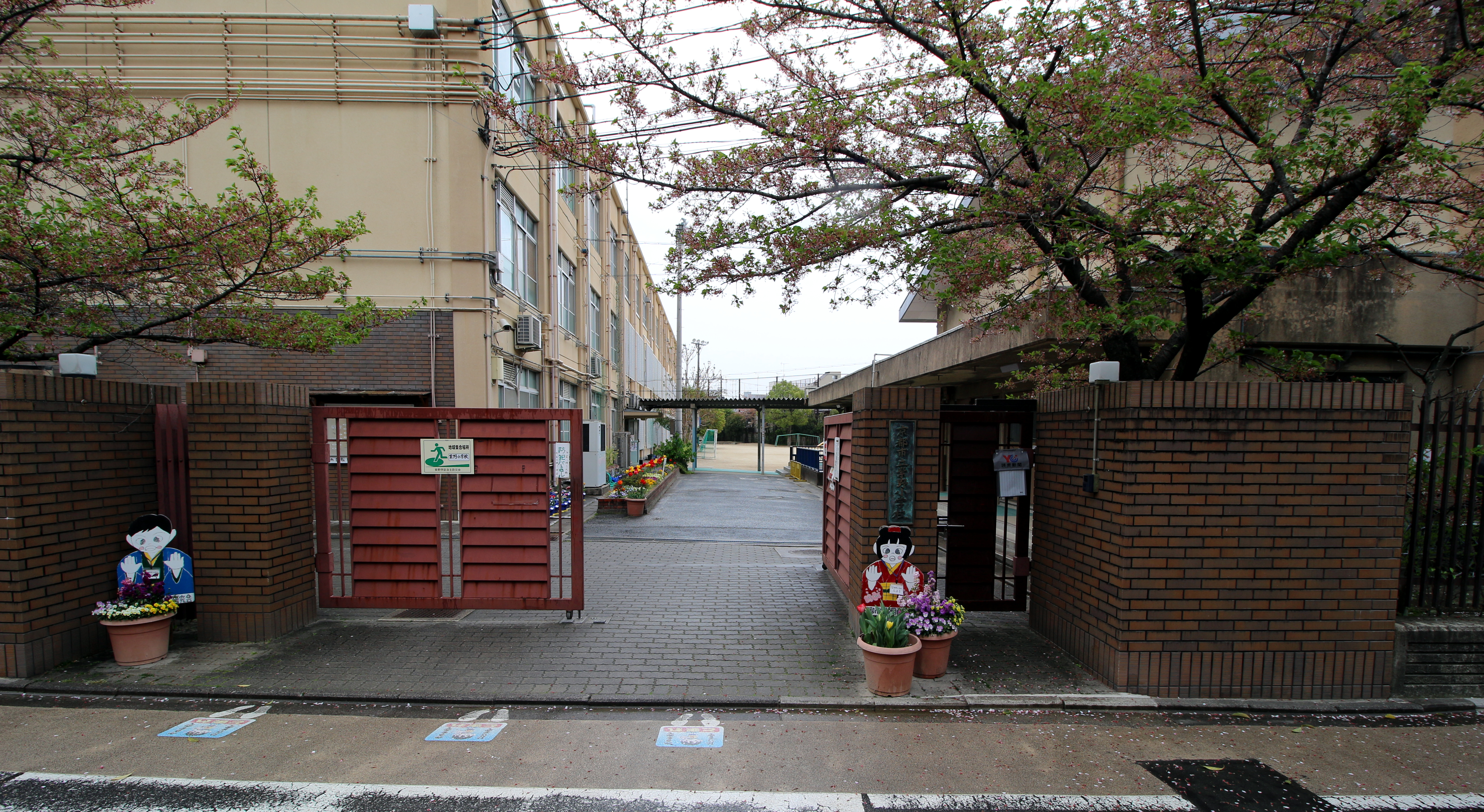
京都市立紫野小学校

京都市立紫野小学校（きょうとしりつ むらさきのしょうがっこう）は、京都府京都市北区にある公立小学校。

## 沿革
- 1925年 - 上京第33学区第二待鳳尋常小学校として創立
- 1941年 - 京都市立紫野国民学校と改称
- 1947年 - 京都市立紫野小学校と改称
- 2019年 - 京都市立楽只小学校を統合

## 所在地
- 京都市北区紫野下築山町21

## アクセス
- 京都市営バス1・12・204・205・206・北8・M1系統：「建勲神社前」下車南下